# Телешівка
Телешівка — село в Рокитнянській селищній громаді Білоцерківського району Київської області України. Населення становить 1427 осіб.

## Історія
Перші згадки про Телешівку зустрічаються в документах на початку XVIII століття.
В 1740 році тут налічувалося 60 дворів і мешкало близько 550 осіб. Село лежало в густому дубовому гаю, що вкривав схили річки.
В 1754 році власником Телешівки був польський магнат, регент коронної канцелярії — полковник Юзеф Каетан Дунін-Карвіцький.
У 1790 році було 90 хат, де мешкало 744 особи. У той час село належало до Рокитнянського ключа.
1863 року — село при річці Гороховатці, в 5-ти верстах нижче Вінцентівки. Землі приписано до села 4281 десятина, з числа якої 1863 року селянами викуплена 1651 десятина загальною вартістю 72200 рублів. Тоді в селі мешкало 1696 осіб. Згодом належало полковнику гвардії Миколі Якимовичу Гудим-Левковичу, що дісталася йому у спадок від батька, поручика у відставці Якима Івановича.
Церква в селі існувала давно. Перша, дерев'яна церква Преображення Господнього, споруджена 1724 року. Згодом церква завалилася через погодні умови і на тому місці 1758 року споруджено нову, що за штатами зарахована до 5-го класу та мала у своїй власності 41 десятину землі. 1755 року парохом церкви став о. Данило Ярмолинський, рукопожатий в Радомишлі митрополитом Володковичем у 1755 році, «на годину замешанія українського одстомпіл був від єдності святої, але знову до лона матки повруціл 27 листопада 1768 року в Минійках за натхненням Духа святого, і през оффіціала Міхала Прімовича абсольвований і діспенсований зостав».
Метричні книги, клірові відомості, сповідні розписи церкви Преображення Господнього с. Телешівка XVIII століття — Київського воєводства, з 1793 року — Богуславського повіту Київського намісництва, з 1797 року — Богуславського повіту, з 1801 року — Вінцентівської волості Васильківського повіту Київської губернії.

## Населення

### Мова
Розподіл населення за рідною мовою за даними перепису 2001 року:
| Мова            | Кількість | Відсоток |
| --------------- | --------- | -------- |
| українська      | 1396      | 97.83%   |
| російська       | 26        | 1.82%    |
| білоруська      | 1         | 0.07%    |
| румунська       | 1         | 0.07%    |
| інші/не вказали | 3         | 0.21%    |
| Усього          | 1427      | 100%     |

## Відомі люди
- Гоц Юрій Денисович — вчений-епідеміолог, професор.
- Демчук Юрій Васильович — український оперний співак, бас, бандурист. Заслужений артист УРСР з 1969.
- Коваль Петро Андрійович (1945—2018) — український співак і педагог.
- Корсун Павло Павлович (1957—2022) — український астроном, спеціаліст з фізики комет, лауреат Премії НАНУ імені М. П. Барабашова.
- Одрина Дмитро Антонович (1892—1919) — український політичний і державний діяч, лікар за фахом. Начальник санітарної управи Дієвої армії УНР.[4]
- Онищенко Володимир Анатолійович (1949—2018) — український художник-кераміст.
- Пирогова Тетяна Іванівна (нар. 1982) — українська співачка (народне сопрано), солістка Національного заслуженого академічного українського народного хору України імені Григорія Верьовки (2006). Народна артистка України (2023).